# Société européenne de physique
Pour les articles homonymes, voir EPS.
La Société européenne de physique (EPS) est une organisation à but non lucratif dont le but est de promouvoir la physique et les physiciens en Europe par la diffusion de l'information en physique. Officiellement créée en 1968, elle est composée des sociétés nationales de physique de 42 pays, et de près de 3 700 membres individuels. La Société allemande de physique, la plus grande organisation de physiciens, est l'un de ses principaux membres.

## Conférences
L'une de ses principales activités est l'organisation de conférences internationales pour le compte de ses Divisions et Groupes. 

## Prix, distinctions et médailles
L'EPS attribue de nombreux prix scientifiques, dont le prix Edison-Volta, le prix Europhysics de l'EPS, le prix de la physique des hautes énergies et des particules, la médaille commémorative Gero Thomas,  ainsi que la EPS Emmy Noether Distinction for Women in Physics.
Il reconnaît également les sites  historiquement importants pour le progrès de la physique, comme le Laboratoire Blackett (GB) en 2014, ou la Résidence des étudiants (Espagne) en 2015.

## Publications
L'EPS publie la revue Euro Physics Letters EPL; ses autres publications comprennent Europhysics News et la Revue européenne de physique.

## Les présidents
- 2024- : Mairi Sakellariadou
- 2021-2024 : Luc Bergé (France)
- 2019-2021 : Petra Rudolf (en) (Pays-Bas)
- 2017-2019 : Rüdiger Voss (Allemagne)
- 2015-2017: Christophe Rossel (Suisse)
- 2013-15: John M. Dudley (France)
- 2011-13: Luisa Cifarelli (Italie)
- 2009-11: M. Kolwas (Pologne)
- 2007-9: F. Wagner (Allemagne)
- 2005-7: O. Poulsen (Danemark)
- 2003-5: M. C. E. Huber (Suisse)
- 2001-3: M. Ducloy (France)
- 1999-2001: Arnold Wolfendale (Royaume-Uni)
- 1997-99: Denis Weaire (Irlande)
- 1995-97 : Herwig Schopper (Allemagne)
- 1993-95 : N. Kroo (Hongrie)
- 1991-93 : M. Jacob (Suisse)
- 1988-91 : R. A. Ricci (Italie)
- 1986-88 : W. Buckel (Allemagne)
- 1984-86 : G. H. Stafford (Royaume-Uni)
- 1982-84 : Jacques Friedel (France)
- 1980-82 : A. R. Mackintosh (Danemark)
- 1978-80 : Antonino Zichichi (Italie)
- 1976-78 : I. Ursu (Roumanie)
- 1972-76 : Hendrik Casimir (Pays-Bas)
- 1970-72 : Erik Gustav Rydberg (Suède)
- 1968-70 : G. Bernardini (Italie)